# ギザルバ
ギザルバ（伊: Ghisalba  ( 音声ファイル)）は、イタリア共和国ロンバルディア州ベルガモ県にある、人口約6,100人の基礎自治体（コムーネ）。

## 地理

### 位置・広がり
ベルガモ県南部のコムーネ。県都ベルガモから南南東へ13km、州都ミラノから東北東へ47kmの距離にある。

#### 隣接コムーネ
隣接するコムーネは以下の通り。
- カルチナーテ
- カヴェルナーゴ
- コローニョ・アル・セーリオ
- マルティネンゴ
- モルニーコ・アル・セーリオ
- ウルニャーノ

### 地勢・地形
- 河川：セーリオ川

### 地震分類
イタリアの地震リスク階級 (it) では、3 に分類される
。

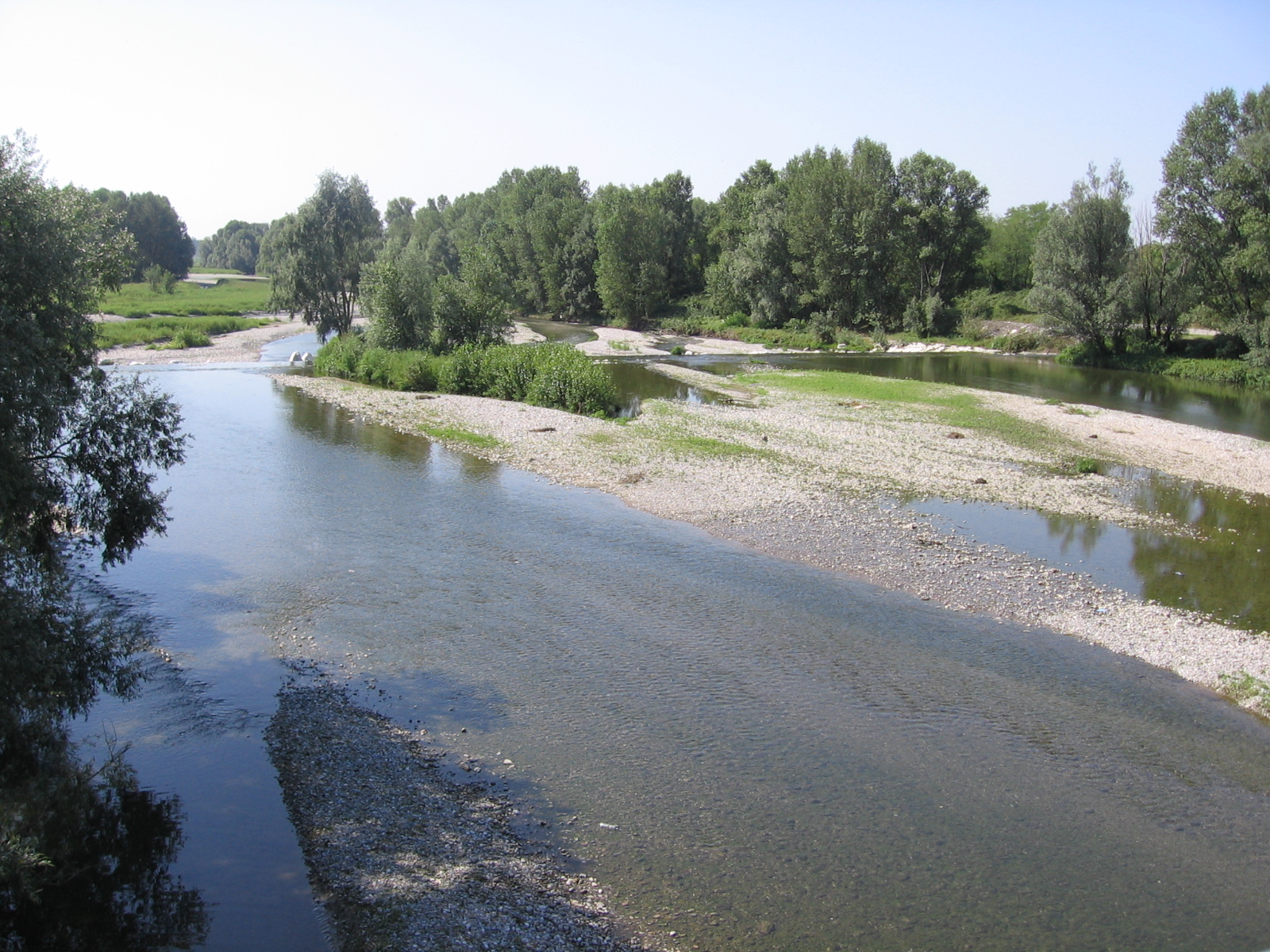
セーリオ川